# フレッチャー島
フレッチャー島（フレッチャーとう、英語: Fletcher Island）は、直径0.25マイル（0.4キロメートル）の岩だらけの島。フレッチャー諸島最大の島である。フレッチャー島は南緯66度53分 東経143度05分 / 南緯66.883度 東経143.083度座標: 南緯66度53分 東経143度05分 / 南緯66.883度 東経143.083度に位置している。フレッチャー島はコモンウェルス湾東部、グレイ岬の西南西6マイル（10キロメートル）に浮かんでいる。フレッチャー島はダグラス・モーソンが率いた1911年らか1914年のオーストラリアの南極探検隊によって発見され、モーソンが探検船オーロラの一等航海士フランク・D・フレッチャーの名前をつけた。